# Rudolf Zimmermann (Fotograf)
Max Rudolf Zimmermann (* 8. September 1878 in Rochlitz; † 28. August 1943 in Dresden) war ein deutscher Verleger und Fotograf, der sich auf Tierfotografie spezialisiert hatte.

## Leben
Er war der Sohn des Verwalters des 1860 errichteten Friedrich-August-Turms auf dem Rochlitzer Berg, auf dem und dessen näherer Umgebung er eine unbeschwerte Kindheit verbrachte. Von hier aus musste er ca. eine Stunde durch den Wald hinunter zur Rochlitzer Volksschule gehen, wodurch schon frühzeitig sein Interesse für die Natur und deren Tierwelt geweckt wurde.
Nach dem Schulabschluss ging er als Schreiber zur Lehre beim Rechtsanwalt Dr. Kirsten in Rochlitz und war anschließend bei einer Versicherungsanstalt in Leipzig tätig. 1902 wurde er als Schriftsteller, Naturfotograf und Heimatkundler freischaffend und gründete im folgenden Jahr einen eigenen Verlag, in dem er zunächst eine eigene Monatsschrift für Mineralien-, Gesteins- und Petrefaktensammler publizierte. In seinem späteren Wirken konzentrierte er sich vorrangig auf die Tierfotografie. Viele Anregungen dazu entnahm er dem 1905 erschienenen Standardwerk Mit Blitzlicht und Büchse von Carl Georg Schillings. Als Fotograf benutzte er nur einen einzigen Typ von Fotoapparaten und zwar die Spiegelreflexkamera Ica im Format 9 × 12 cm, hergestellt von der Internationalen Camera Actiengesellschaft (ICA) in Dresden. Später schätze er selbst ein: Meine bewährteste Kamera ist zugleich meine älteste.
1922 war er Mitbegründer des Vereins sächsischer Ornithologen, dessen Zeitschrift er als Schriftleiter erstellte und herausgab.
1940 zog er an den Neusiedler See, um den dortigen Artenbestand des angrenzenden Salzsteppengebietes aufzunehmen. Ein Halsleiden zwang ihn im August 1943 zu einem Krankenhausaufenthalt in Dresden-Friedrichstadt, wo er starb.

## Ehrungen

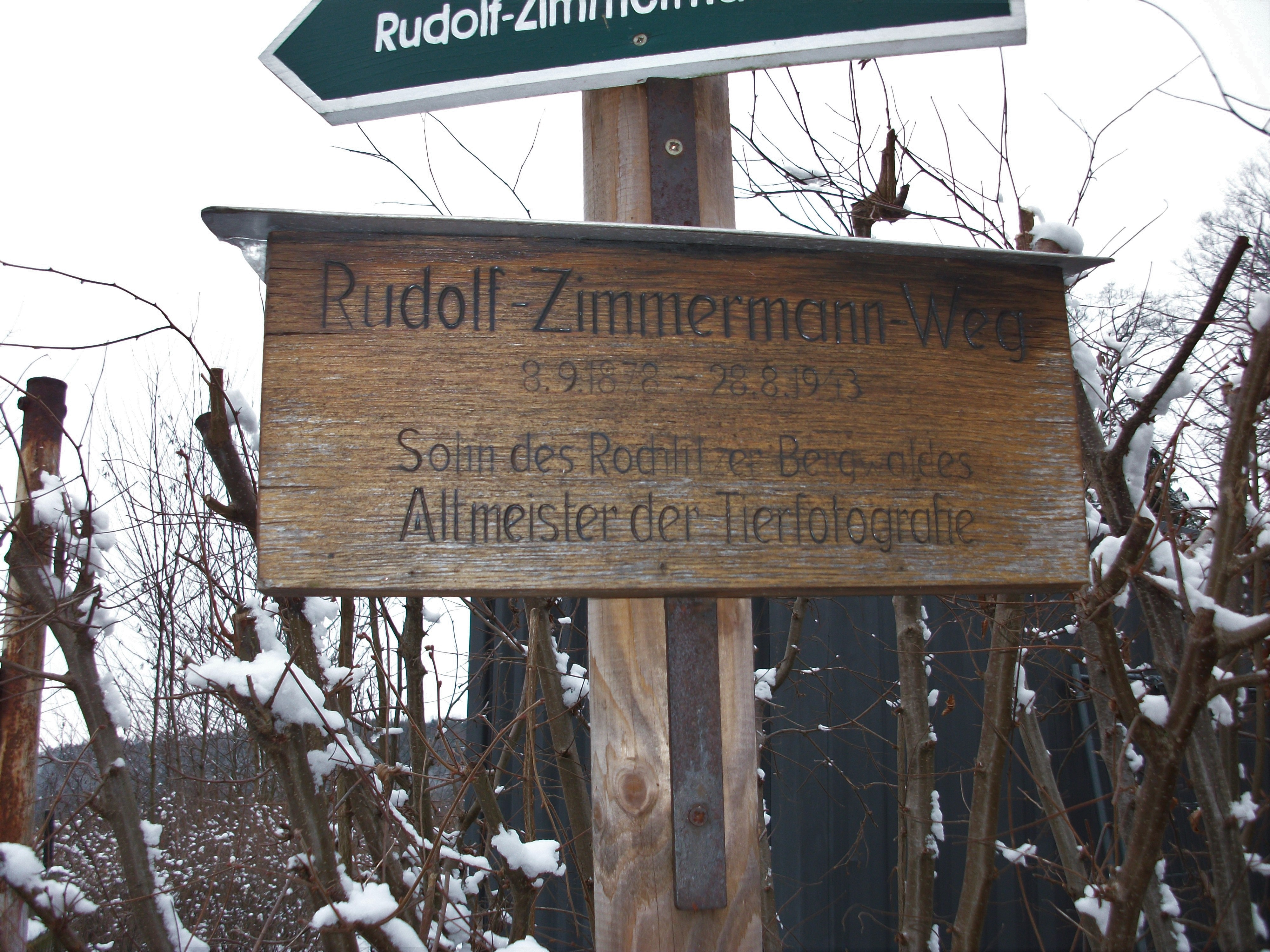
Rudolf-Zimmermann-Weg Rochlitz

In Rochlitz wurde eine Straße nach ihm benannt. Auch fanden dort regelmäßig Ehrungen und Würdigungen seines Schaffens als Tierfotograf statt.

## Bestand in der Deutschen Fotothek

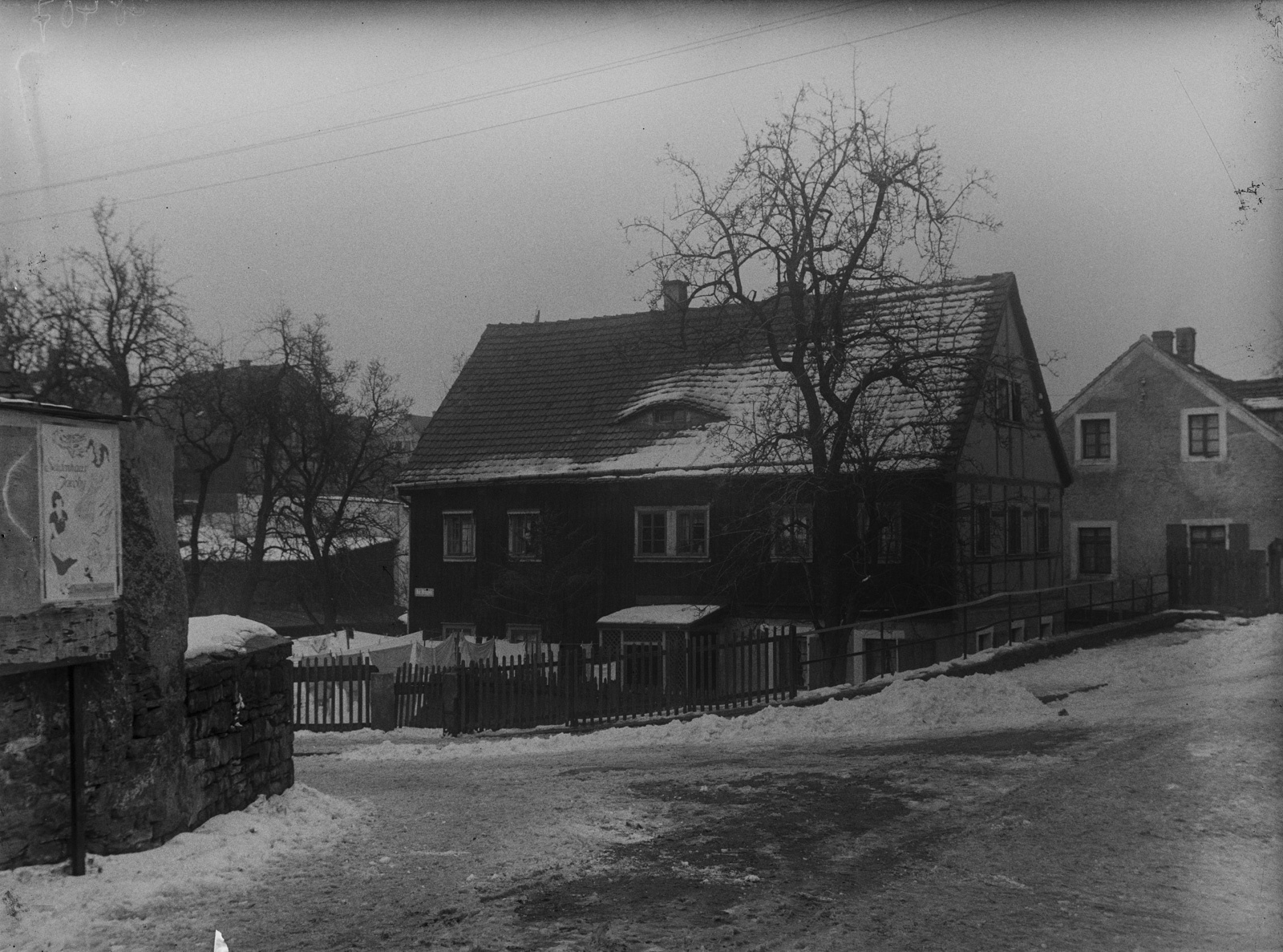
Foto Zimmermanns aus Niedergorbitz (um 1927)

1948/1950 konnte die Deutsche Fotothek aus dem Nachlass Rudolf Zimmermanns die Negative seines fotografischen Schaffens übernehmen. Es handelt sich um rund 3000 Glasnegative im Format 9 × 9, 9 × 12 und 9 × 18 Zentimeter sowie um rund 100 Kunststoffnegative im Format 6 × 6 Zentimeter. Ergänzt wird der Bestand um mehrere Hundert Aufnahmen, die Zimmermann zwischen 1926 und 1938 entweder als Original- oder als Duplikatnegativ der Sächsischen Landesbildstelle (heute: Deutsche Fotothek) für den Aufbau ihrer Sammlung überließ.

## Fotos

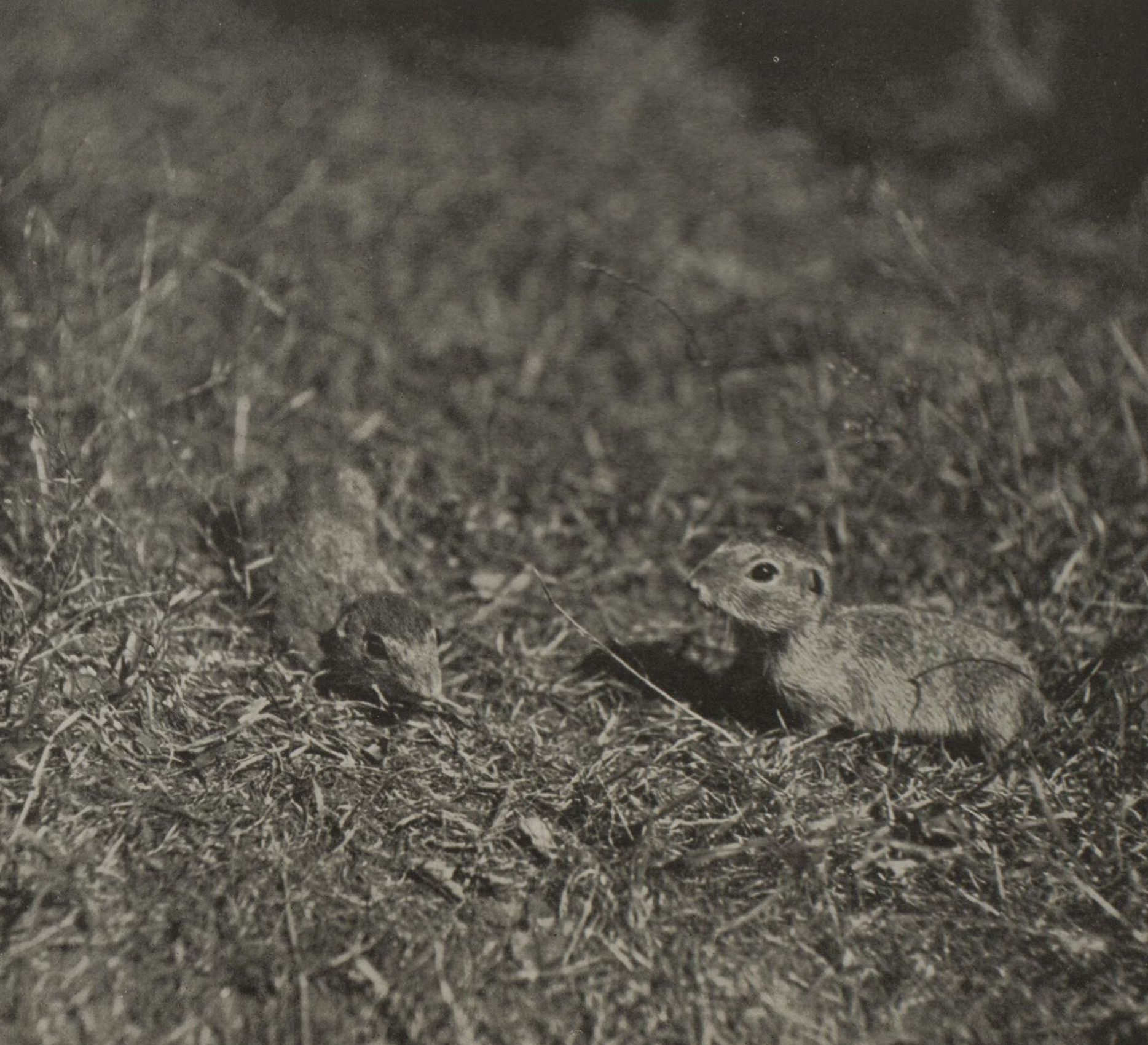
Spielende Ziesel, um 1935

## Werke (Auswahl)
- (1907): Aus dem Räuberleben von Lanius collurio L. Ornithologische Rundschau 2, S. 93–96.
- (1907): Zur Avifauna von Rochlitz in Sachsen. Ornithologisches Jahrbuch 18, S. 88–91.
- (1919): Ornithologische Aufzeichnungen aus Sedan. Journal für Ornithologie 67 (1919), S. 302–321.
- (1920): Zur Höhenverbreitung der Vögel. Journal für Ornithologie 68 (1920), S. 344–350.
- (1940): Die Zwergmöwe, Larus minutus Pall., im Neusiedlersee-Gebiet. Ornithologische Monatsberichte 48, S. 173–178.